# 撈魚生

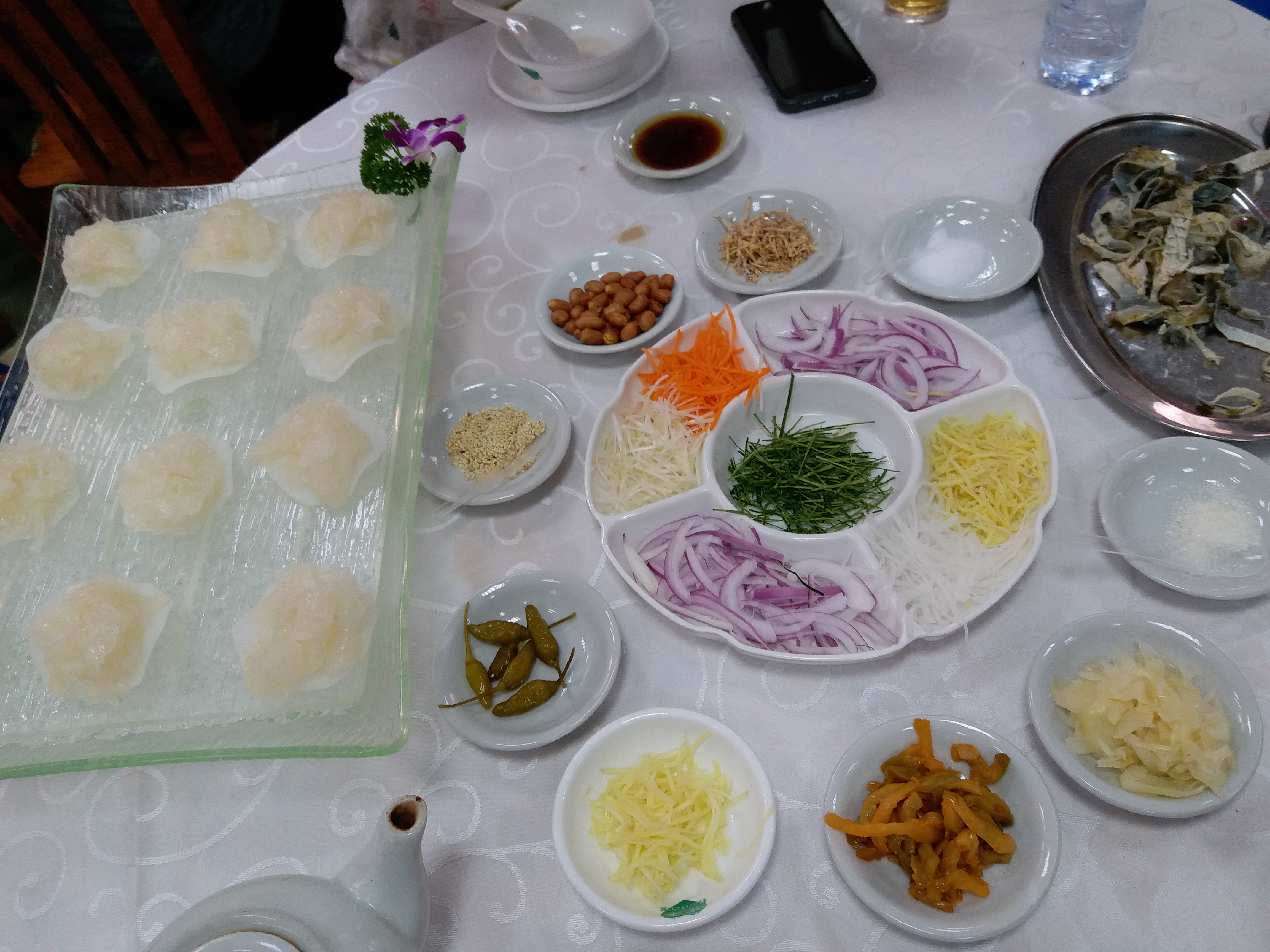
顺德的捞鱼生

撈魚生是生魚片的一種食法，最早見於唐朝，始於廣東靠海兼有魚塘的區域，如中山、順德、南海等地。另外，马来西亚及新加坡等地的华人过农历新年也有捞鱼生的习俗，称为“七彩鱼生”。
材料可分主作料、副作料香料和味料，主作料多為鯇魚，食用前1晚養在清水池，中山小欖人會預早半個月以蕃薯藤餵養鯇魚，使其肉質爽脆。副作料通常有20至50樣，現代通常使用蘿蔔絲、沙葛絲、檸檬皮絲、梨絲、紅辣椒絲、檸檬葉絲、芹菜絲、洗過的蕎頭絲、茶爪絲、酸薑絲、紅薑或甜紅椒絲，香料有炸欖仁、胡椒、花生碎、肉桂末、胡椒粉、薄脆、炸米粉，味料有糖、鹽、檸檬汁混和的汁料，另外再加麻油和生油。食前將鯇魚肉切成蝴蝶形薄片，先與紅椒拌撈魚生片，其次下肉桂末、胡椒粉，然後下油、副作料、味料、香料撈勻完成。
撈魚生有分「生撈」與「濕撈」，所有材料都未經烹煮為生撈，副作料有炸過的欖仁、米粉為濕撈。因為絕大部份材料都是生食，所以更重視衞生，會分開使用宰魚和切魚片用的砧板和刀，亦會以冷開水清洗材料。